# 城前蕭氏前原居古宅
 城前蕭氏前原居古宅，是位於台灣澎湖縣白沙鄉城前村的宅第，於2013年8月21日登錄澎湖縣歷史建築。

## 歷史
城前村位於白沙鄉講美村的南方，本村居民都由福建漳州、泉州等地遷徙而來，至今已有300餘年的歷史，其中蕭姓開基始祖為蕭業興，是在雍正年間浯江徙來澎湖，而蕭氏前原居古宅則為蕭家後代，即城前村第一位通過日本警察之蕭補（1913-2004）於二戰時期所建，光復後該宅曾被中華民國國軍作為救護連駐地使用，現已閒置中，並在2013年8月21日登錄澎湖縣歷史建築。

## 建築設計
蕭氏前原居古宅為澎湖傳統建築，為典型三合院樣式，其中大廳與亭間的水槽樑採改良式作法，雕刻門聯則為「前向青山光振家聲遠，原披綠野裕貽世澤長」，暗崁「前原」二字為「城前」日本時期地名，此外磚鋪設屋頂則作為曝曬米糧和漁獲之用。